# 肥後国人一揆
肥後国人一揆（ひごこくじんいっき）は、天正15年（1587年）に勃発した肥後国人による一揆である。肥後国衆一揆（ひごくにしゅういっき）とも言う。

## 背景
守護菊池氏の衰退の後、戦国時代に突入した肥後国は国人割拠状態が続いた。天正年間の一時期、肥後国は島津氏の支配下に置かれたが、天正15年（1587年）5月、豊臣秀吉の九州征伐が開始されると、島津氏は圧倒的な軍勢の前に屈服、薩摩・大隅に押し戻された。同年6月、52人の肥後国人が秀吉から所領を安堵され、肥後国を拝領した佐々成政の家臣団に組み込まれることになった（九州国分）。しかし、一刻も早い肥後の領国化を望んだ成政が性急に検地を進めたため国人の不満が爆発することになったとする。
一方、近年の新説として出されているのは、九州国分そのものへの肥後国人の反発が原因であったとする説である。肥後国では、天正年間に入ってから島津氏の北上を背景に親島津側の国人と親大友側の国人が激しく争ってきたが、最終的に島津氏が肥後全域を占領し、親大友側の国人を島津軍に領地を差し出して降伏することを余儀なくされていた。九州平定においていち早く秀吉への臣従の意を示した隈部氏らは元・親大友側の国人であり、彼らは島津氏に奪われた所領の回復を期待していた。しかし、実際の国分では元・親大友側の国人の旧領回復が認められず、一方で秀吉に敵対してきた親島津側の国人も多くが存続を認められた。旧領回復が果たせなかったことなどで国人たちの豊臣政権への期待は反感に変わり、直接的には新領主である成政に向けられたのはないかとしている。

## 経過
同年7月隈部親永・親泰父子は、秀吉の朱印状を盾に検地を拒否して挙兵した。成政は直ちに7,000人の兵を率いて本拠にしていた隈本城を発し、親永の籠る隈府城を攻撃、落城させる。親永は親泰の籠る城村城へと逃亡、成政はこれも包囲したが、思いのほか守りが堅く攻略に手こずった。親永は甲斐親英と謀り、国人ら35,000余に兵を挙げさせ、和仁親実・菊池武国らに率いられた一揆軍は隈本城を攻囲するに至った。
成政は急いで隈本城に取って返したが、自身の甥である佐々成能が内古閑鎮房に討たれるなど撤退の最中に多くの家臣が討ち取られるなどしたため、秀吉に援軍要請を行った。同年9月、鍋島直茂と安国寺恵瓊は要請を応じて救援の輜重隊を派兵したが、肥後南関にて大津山出羽守の伏兵に襲撃され救援は失敗した。次に救援出撃の立花宗茂と高橋直次兄弟は、要請に基づき輜重隊を含む1,200の兵を率いて柳川城を出発。立花高橋勢は既に一揆方の伏兵の計を察知し、これを逆用して先に兵を騎馬と鉄砲・輜重隊・長槍隊の三隊に分けて伏兵を配置、小野鎮幸の主力隊が南関を突破して大津山出羽守を討ち取り、大津山城(藟嶽城）を攻め落とした。そして、城村城を牽制するために築かれた支城・平山東・西付城にて隈部勢の有働兼元に包囲された兵糧不足の佐々成政軍に補給作戦を行うことに成功している。立花高橋勢は1日に13度もの戦いを行い、一揆方の城を7城も落とし、650余の敵兵と有働下総守・大知越前守らの武将を討ち取るなど戦功を立てた。
九州を唐入りの兵站基地と位置づけていた秀吉は、肥後国人一揆の早期解決を図って九州・四国の大名を総動員し、同年12月までに、小早川秀包を一揆討伐の総大将として出陣し、立花宗茂、高橋直次、筑紫広門、鍋島直茂、安国寺恵瓊らの九州大名勢や、戸田勝隆、福島正則、生駒親正、蜂須賀家政らの四国大名勢も参陣、和仁親実ら兄弟が籠城した田中城を包囲。戦闘の末に田中城を攻略した。
12月26日、佐々成政、立花宗茂、安国寺恵瓊らは一揆の首謀者・隈部親永の城村城を攻め落として一揆を鎮圧した。

## 戦後

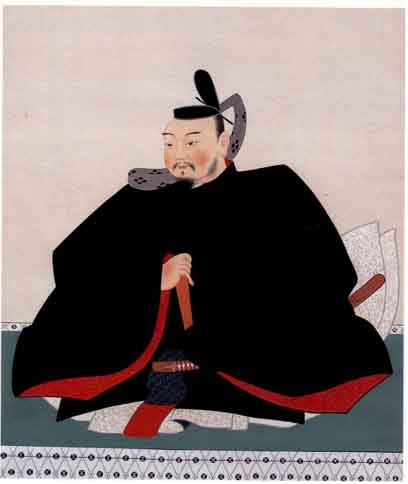
佐々成政肖像（富山市郷土博物館蔵）

翌天正16年（1588年）2月、謝罪のため大坂に出向いた成政は、秀吉に面会を拒否されてそのまま尼崎に幽閉された。一揆の原因を作ったことを理由に、同年閏5月14日摂津国尼崎法園寺において切腹させられた。秀吉は、一揆に参加した国人ばかりか中立の国人に対しても処罰を加えた。一部残党が薩摩国へと逃れていたが島津義虎は名和彰広を、また清正に阿蘇を与えられた北里三河も下城右近大夫を殺害している。52人中48人の国人が戦死または処刑されたという。隈部一族ら12人は、5月27日に柳川城東南隅の黒門にて、隈部一族の武士名誉を保つように、立花家臣と隈部一族と同じ数の12人の討手と真剣勝負、放し討ちにして、全員戦死した。
また動員の際、島津義弘、伊集院忠棟にも参加するよう秀吉の命が下っていたが、自分を討つものと勘違いした成政の命で球磨郡の相良頼房がこの行軍を阻止するという事件が発生していた。秀吉は相良氏に対し激怒したが、頼房の家臣・深水長智が大坂へ上り陳謝したことで改易を免れている。
また、玉名郡の小代宗禅は一揆の発生時に大坂に滞在中で、留守を守る息子の下総守（小代親泰）が成政の指揮下に入って一揆と戦ったことから処分されずに却って恩賞を受けている。
成政亡き後、肥後国の北半国が加藤清正に、球磨を除いた南半国が小西行長に与えられた。更に、許された肥後国人の城久基と名和顕孝は筑前国に移封され、代わって長野鎮展、原田信種、草野鎮永らが肥後へ入った。
それらの余波か、同年11月には天草にて天草五人衆が一揆を起こし、こちらは清正と行長のふたりに鎮圧されている。

### 影響
この一揆には百姓が多く加わっており、しかもその百姓が各々刀や脇差しを所有していたことで鎮圧に手間取った経緯から、豊臣政権は天正13年（1585年）の紀州攻めの際に発布したものを更に徹底させた刀狩令を、天正16年（1588年）7月8日、発布した。名目は方広寺大仏（京の大仏）建立の釘やかすがいに用いるとしているが、法令の「条々」中にも農民から武器を奪取する意図をふくんだものが明らかである。